# Boldog Özséb-kilátó
A Boldog Özséb-kilátó a Pilis és a Dunántúli-középhegység legmagasabb pontján, a Pilis 756 méteres csúcsán 2014-ben emelt kilátó, Pilisszentkereszt közigazgatási területén, nem messze a pilisszántói községhatártól. A kör alaprajzú, több mint 17 méter magas, felső teraszáról 360 fokos körpanorámát biztosító építmény egy, a csúcson évtizedekkel korábban emelt geodéziai mérőtorony átépítésével jött létre, nevét Boldog Özsébről, a pálos rend alapítójáról kapta, aki a hagyomány szerint ezen a vidéken élt remeteként.

## Története
A Pilis teteje a rendszerváltás körüli évekig katonai területnek számított, legmagasabb pontján egy földmérési célokat szolgáló, hengeres formájú geodéziai mérőtorony épült az 1970-es években. Az 1980-as évek elején lett katonai terület, ahová az SZ–75-ös rakétákkal felszerelt 11/2. honi légvédelmi rakétaosztály (MN 1059) települt. A bázist 1995-ben számolták fel. Ezt a terület katonai funkciójának megszűnését követően a Földmérési és Távérzékelési Intézet (FÖMI), illetve egy meteorológiai megfigyelésekkel és az észlelések rögzítésével foglalkozó civil szervezet tartotta fenn. Kilátóvá való átépítésének ötlete a 2010-es években született meg, a beruházás lebonyolítója a Pilisi Parkerdő Zrt. volt.
Az átépítés során meghagyták, illetve megmagasították a korábbi torony vasbeton falait, ezzel új tetőszintet alakítottak ki, amit kizárólag a vasbeton magon belül vezetett csigalépcsőn lehet elérni. Ugyanakkor a torony körül új, fából ácsolt lépcsősort építettek, a kilátó külső falaként pedig függőleges fatartókból képeztek ki egy hengerpalást alakú homlokzatot. E megoldásnak köszönhetően a kilátóban biztonsággal szétválasztható a turisztikai és a meteorológiai megfigyelő funkció, hiszen a kutatóállomás műszerei így védelmet élveznek.
Átadására 2014. október 28-án került sor.

## Műszaki adatai
A kilátó építésekor a meglévő vasbeton torony körül új, fából készült lépcsősor épült, melynek gerendái acél szerelvényekkel kapcsolódnak a vasbeton falhoz és az építmény külső falát alkotó, borovifenyőből készült, 10×15 centiméteres keresztmetszetű függőleges tartók által képezett faszerkezethez. Az eredeti, 3,5 méteres átmérőjű és 12,5 méter magasságú tornyot a 2014. június 20-án megindított építkezés során összesen 4,75 méterrel magasították meg, és legfelül egy olyan épületrészt alakítottak ki, amelynek átmérője megegyezik a kilátó faszerkezetének 9,2 méteres átmérőjével. A kilátó látogatószintjén 3 méter széles körgyűrű alakú, az előbb említett új vasbeton szerkezet által fedett teraszt képeztek ki, a talajfelszíntől számított 12,9 méteres magasságban. Az építkezéshez összesen mintegy 96 m³ betont, 3,8 tonna betonacélt és további 6 tonnányi acélszerelvényt használtak fel, a kilátó külső borításához 31 m³ fenyőgerendára volt szükség és 65 méternyi rozsdamentes acélból készült korlátot építettek be a szerkezetbe.

## Megközelítése
A kilátó megközelítése több irányból lehetséges, de csak gyalogosan, kijelölt turistautakon. A legrövidebb megközelítési útvonal a Pilisszántó felett magasodó Orosdy-kastélytól induló, szinte toronyiránt vezető, ám elég meredek útvonal; a legkényelmesebb elérési lehetőség pedig a Pilisszentkereszt külterületén, Pest és Komárom-Esztergom vármegye határa közelében található Két-bükkfa-nyeregtől kínálkozik, ahonnan nemcsak jelzett turistaút, hanem kiépített (a közforgalom elől elzárt) erdészeti út is vezet a kilátóhoz.

## Látnivalók a környéken
A kilátó közelében több kolostorrom (pilisszentléleki pálos, klastrompusztai pálos, pilisszentkereszti ciszterci kolostor) és számos barlang található. Részben annak is köszönhetően, hogy a Pilis-tető hosszabb időn keresztül el volt zárva a kirándulók elől, ezen a környéken maradt fent egy ritka, fokozottan védett növényfaj, a magyarföldi husáng (Ferula sadleriana) legnagyobb ismert Kárpát-medencei populációja.

## Képgaléria

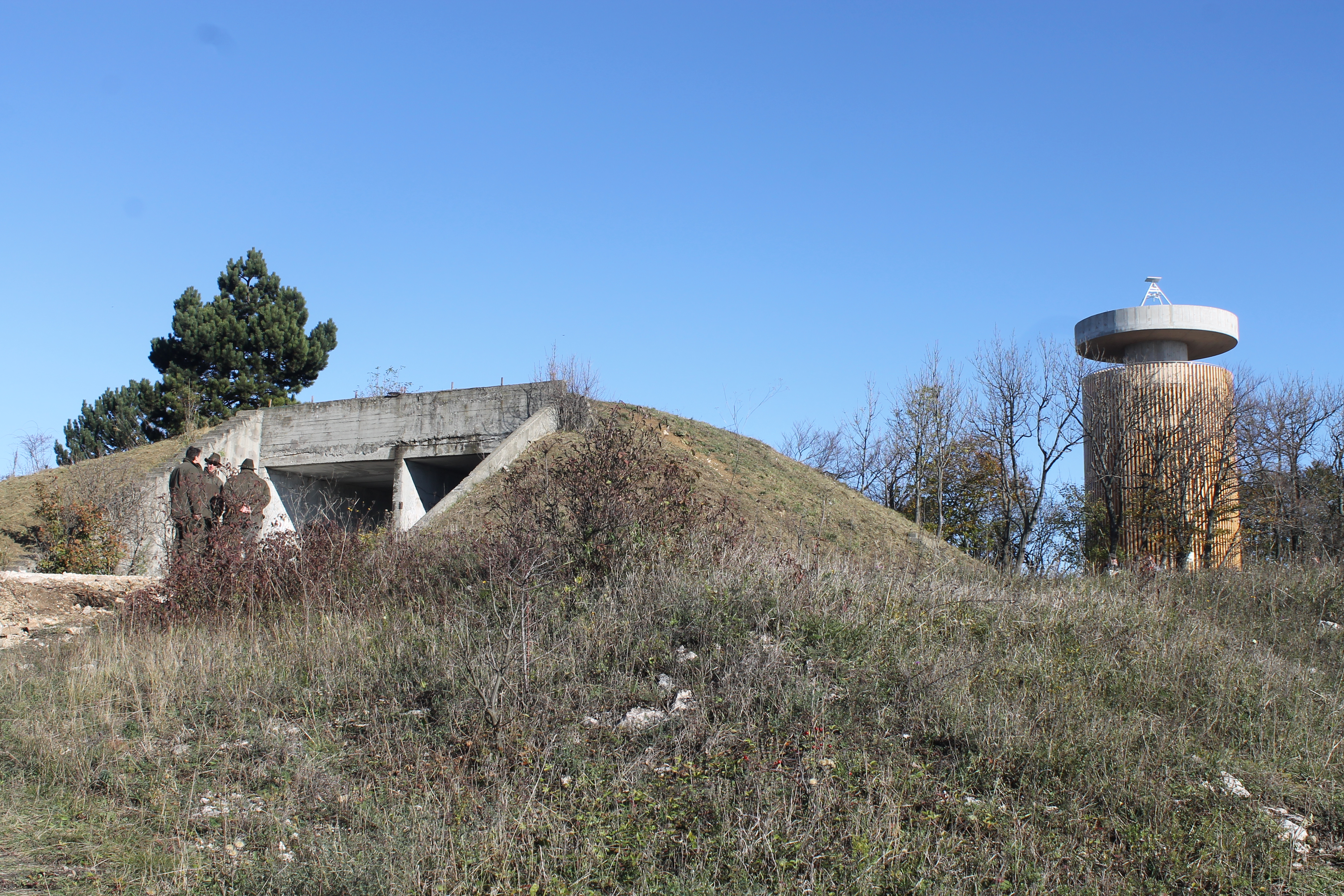
A kilátó távlati képe egy egykori fedezékkel
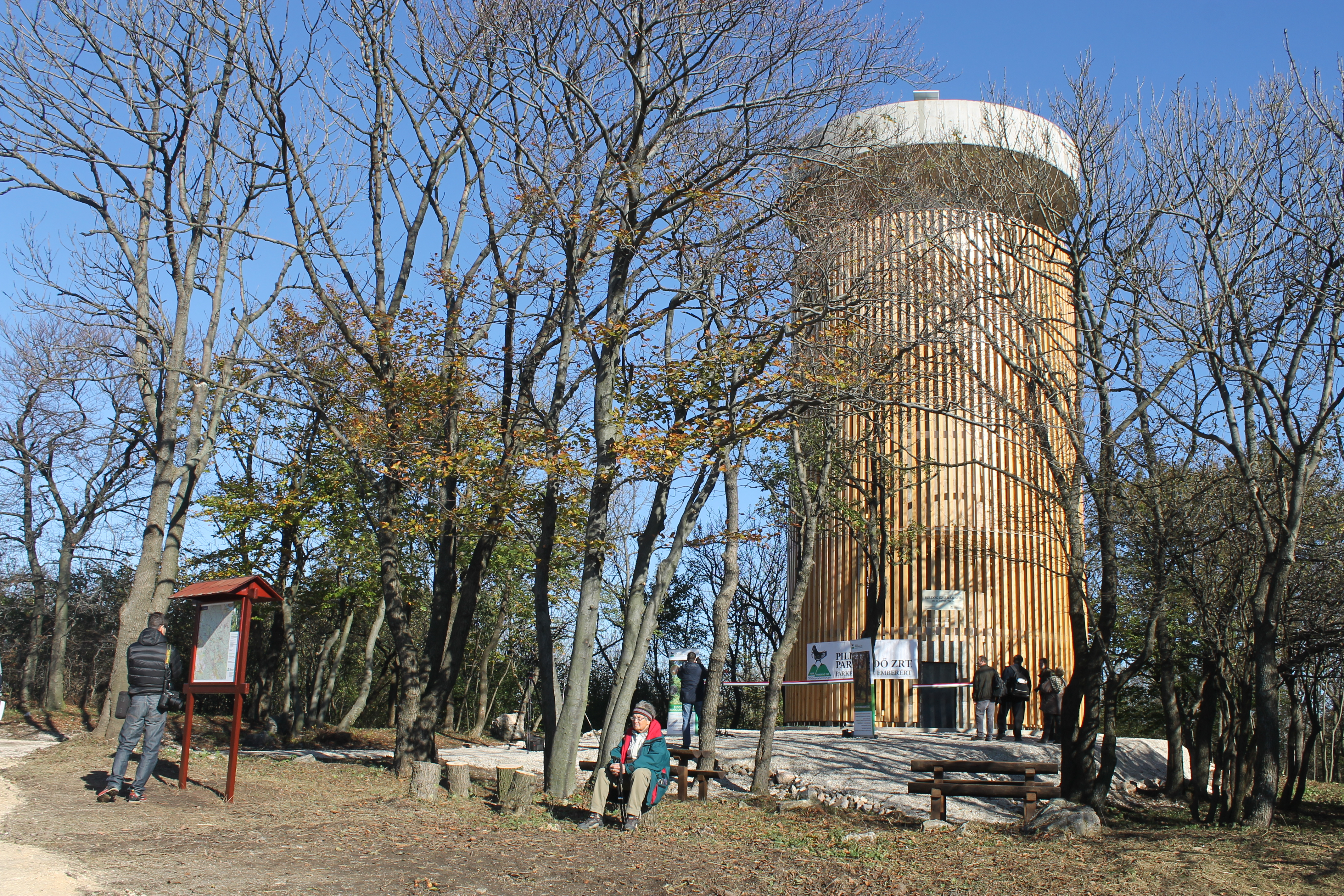
A Boldog Özséb-kilátó fák között
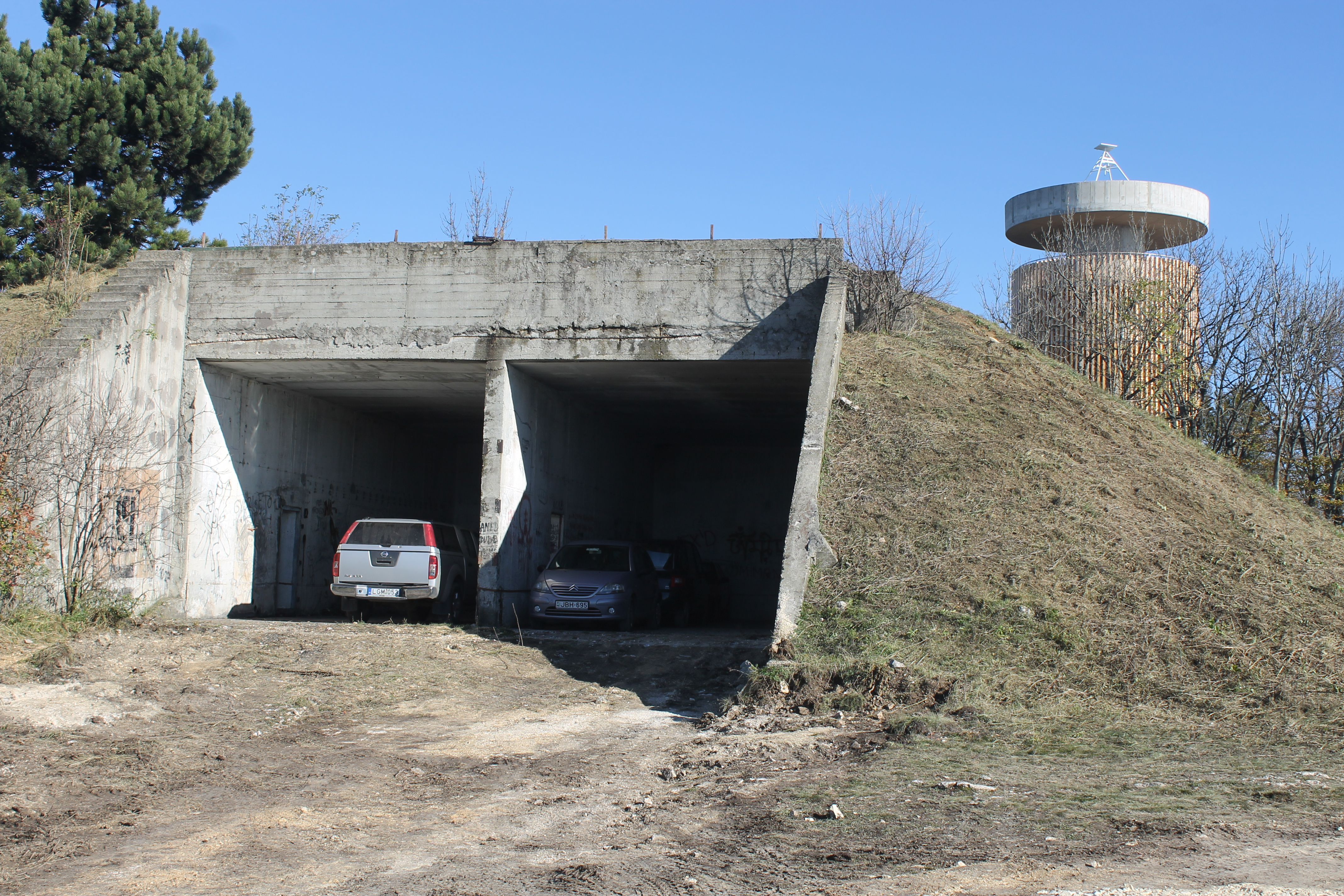
Egy egykori fedezék a Pilis-tetőn, háttérben a kilátóval
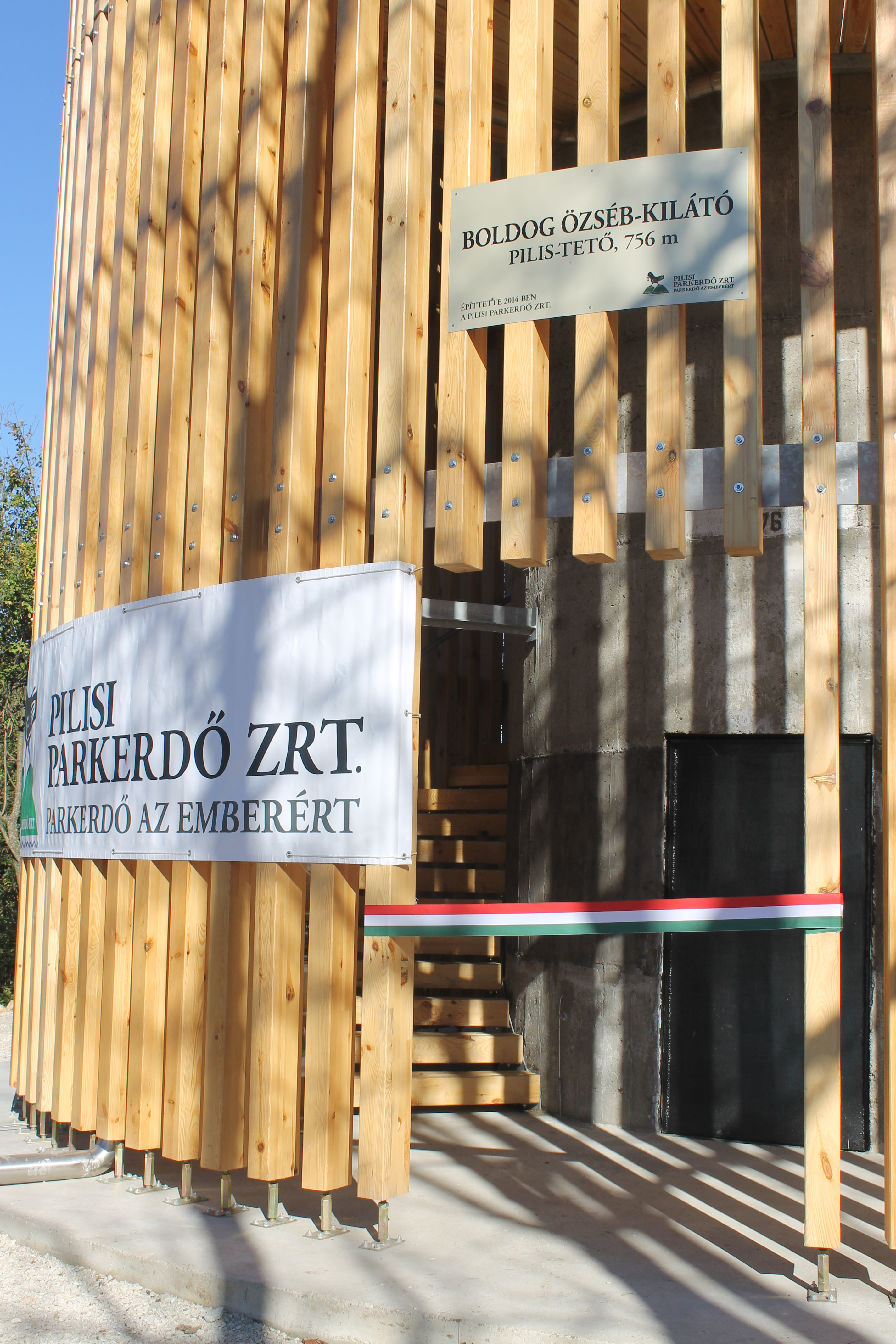
A kilátó bejárati része a felavatása előtt
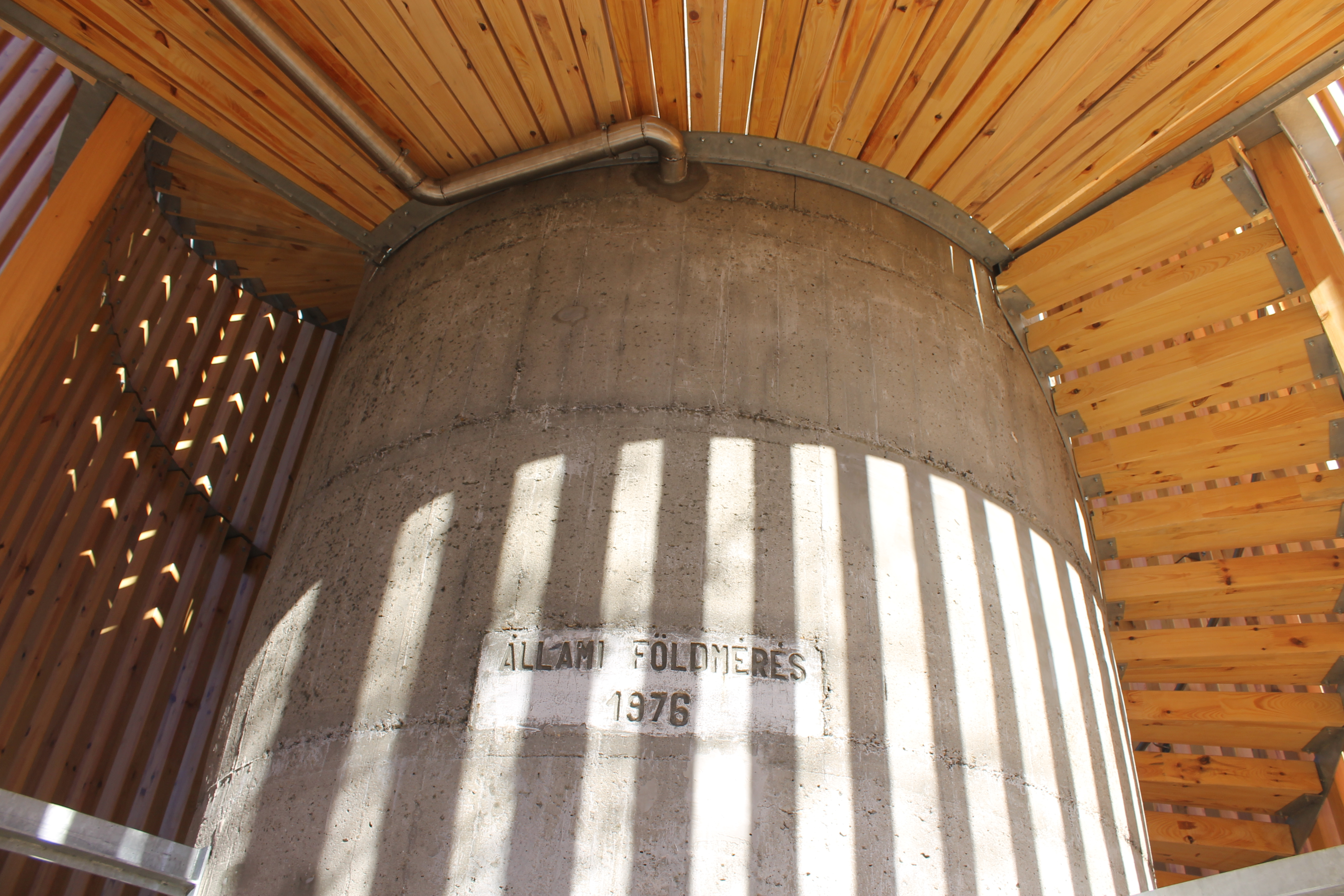
A kilátó bejárati része
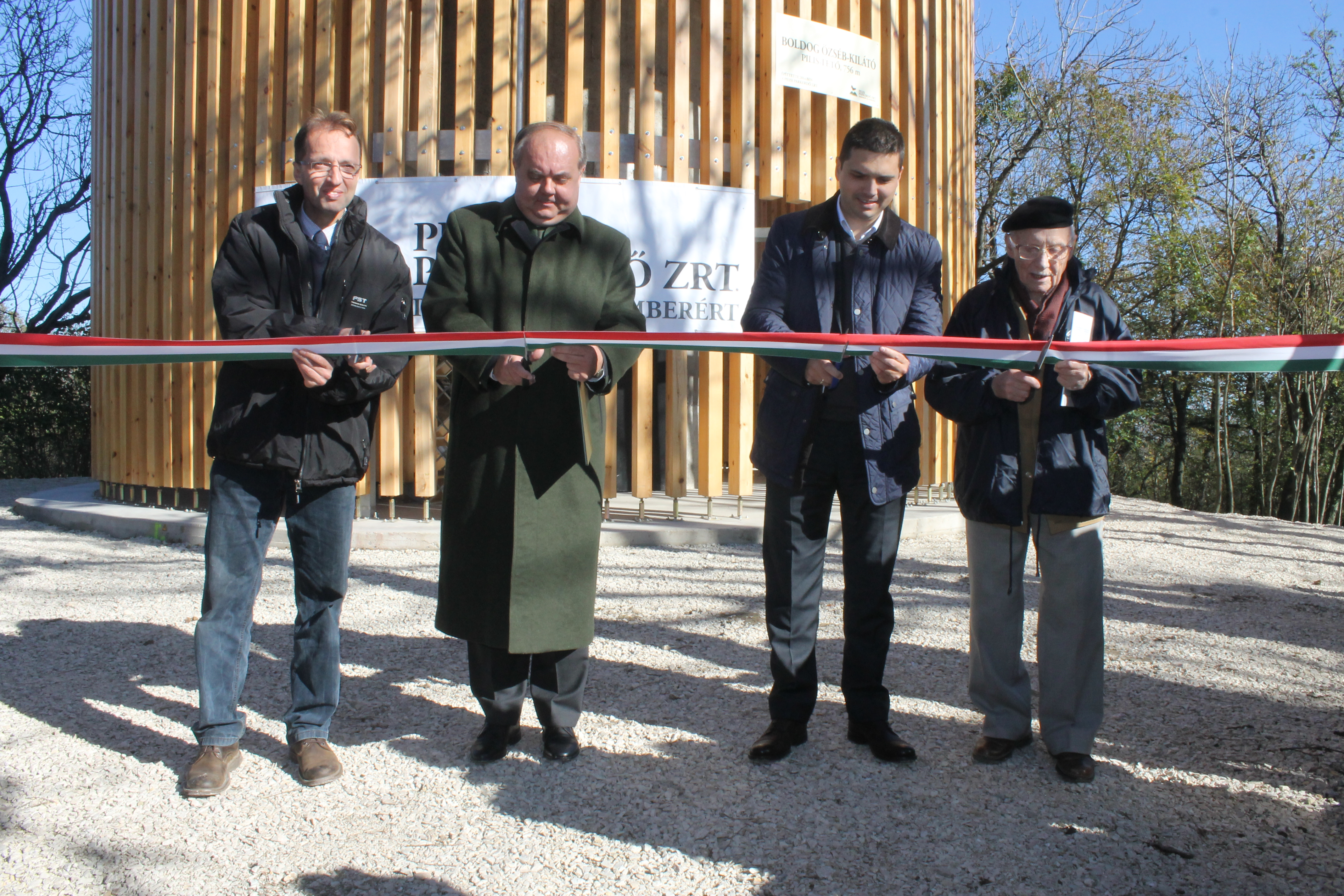
A Boldog Özséb-kilátó avatása 2014. október 28-án

## Légifotó-galéria

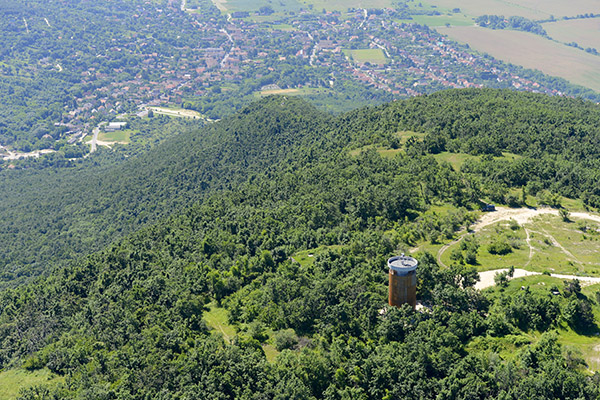
Boldog Özséb-kilátó, légi fotó
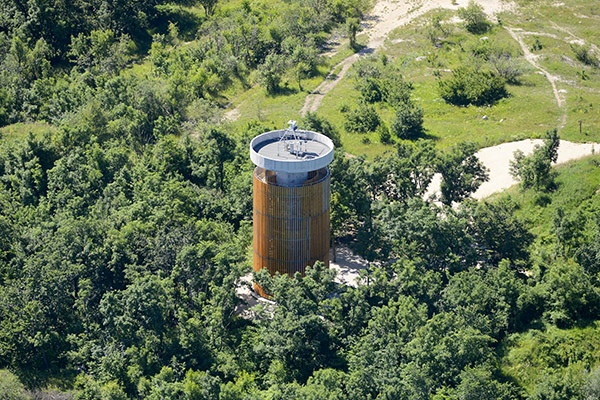
A Boldog Özséb-kilátó a levegőből
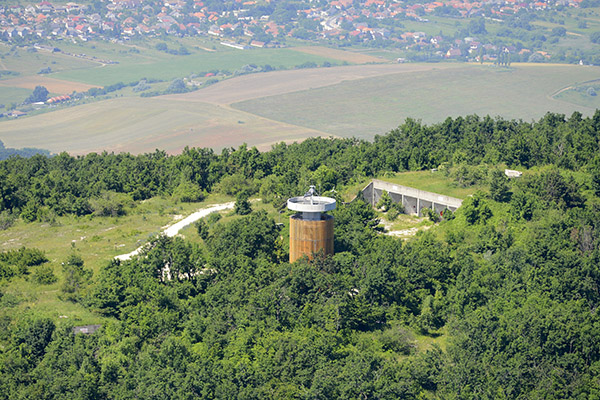
Kilátó Pilis 756 méteres csúcsán, légi felvétel
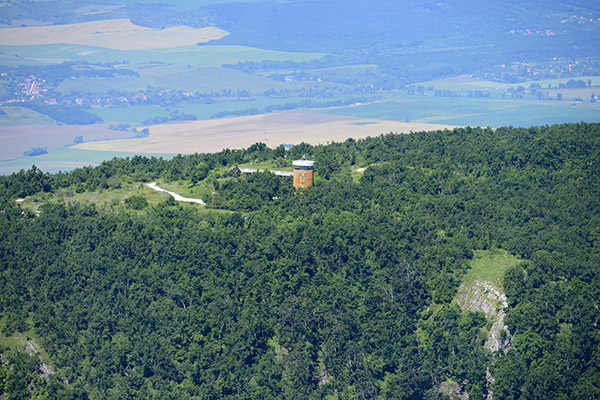
Madártávlatból a Boldog Özséb-kilátó